# John Corigliano
John Corigliano, född 16 februari 1938 i New York, är en amerikansk tonsättare av film- och konstmusik.
Han har tilldelats Pulitzerpriset, fem Grammy Awards, Grawemeyer Award for Music Composition och en Oscar. Han undervisar på Lehman College vid City University of New York och vid Juilliard School.
Hans verk omfattar tre symfonier och konserter för klarinett, flöjt, violin, oboe, och piano, samt filmmusik (mest känd för musiken till filmen The Red Violin), kammarmusik, och operan The Ghosts of Versailles.

## Viktiga verk
- Fern Hill(1961)
- Klarinettkonsert (1977)
- Pied Piper Fantasy (1982)
- Symfoni nr 1 (1988)
- The Ghosts of Versailles, opera i 2 akter (1991); libretto av William M. Hoffman
- Stråkkvartett (1995)
- The Red Violin, filmmusik (1998)
- Mr. Tambourine Man: Seven Poems of Bob Dylan för sopran och piano (eller orkester) (2000)
- Symfoni nr 2 för stråkorkester (2000)
- Violinkonsert (The Red Violin) (2003)
- Circus Maximus, Symfoni nr 3 för stor blåsarensemble (2004)
- Conjurer: Concerto for Percussionist and String Orchestra (2007)